# Pecos (Texas)
Pecos è un comune (city) degli Stati Uniti d'America e capoluogo della contea di Reeves nello Stato del Texas. Si trova nel bacino fluviale del fiume Pecos, sulla riva occidentale (destra) al margine orientale del deserto di Chihuahua, nella fascia occidentale del Texas e nel territorio prossimo al confine meridionale del Nuovo Messico. La città è un centro commerciale regionale per l'allevamento di bestiame, produzione di petrolio e gas, e per l'agricoltura.

## Geografia fisica
Secondo lo United States Census Bureau, ha un'area totale di 19 km² (7,3 miglia quadrate).

### Clima
Pecos ha un clima desertico, caratterizzato da estati calde e inverni piuttosto miti. Il clima arido di Pecos comporta una sensibile differenza fra la temperatura diurna e quella notturna, concedendo notti fresche anche a fronte di giornate estive considerevolmente calde.
| Dati climatici      | Mesi | Mesi | Mesi | Mesi | Mesi | Mesi | Mesi | Mesi | Mesi | Mesi | Mesi | Mesi | Stagioni | Stagioni | Stagioni | Stagioni | Anno  |
| Dati climatici      | Gen  | Feb  | Mar  | Apr  | Mag  | Giu  | Lug  | Ago  | Set  | Ott  | Nov  | Dic  | Inv      | Pri      | Est      | Aut      | Anno  |
| ------------------- | ---- | ---- | ---- | ---- | ---- | ---- | ---- | ---- | ---- | ---- | ---- | ---- | -------- | -------- | -------- | -------- | ----- |
| T. max. media (°C)  | 15,4 | 18,2 | 22,7 | 27,6 | 32,5 | 35,9 | 35,8 | 35,0 | 31,4 | 27,2 | 21,2 | 16,1 | 16,6     | 27,6     | 35,6     | 26,6     | 26,6  |
| T. min. media (°C)  | −1,6 | 0,7  | 4,2  | 8,9  | 14,3 | 19,1 | 20,2 | 20,1 | 16,1 | 9,8  | 2,9  | −1,7 | −0,9     | 9,1      | 19,8     | 9,6      | 9,4   |
| Precipitazioni (mm) | 12,7 | 12,7 | 12,7 | 15,2 | 38,2 | 50,8 | 55,9 | 53,3 | 50,8 | 33,0 | 15,2 | 15,2 | 40,6     | 66,1     | 160,0    | 99,0     | 365,7 |

## Storia
Pecos fu una delle numerose città del Texas occidentale ad essere create intorno ad un deposito ferroviario durante la costruzione della Texas and Pacific Railway. Queste città furono successivamente collegate tra di loro con la costruzione della U.S. Route 80 e dell'Interstate 20. Prima dell'arrivo della ferrovia, un campo permanente esisteva nei pressi per la raccolta del bestiame che attraversava il fiume Pecos. Con la trivellazione di pozzi nella sottostante falda acquifera, l'acqua fu disponibile e la città divenne un centro commerciale regionale per la produzione di meloni, cotone e cipolle. L'attività estrattiva dello zolfo nella contigua contea di Culberson nel corso del 1960 portò una notevole crescita economica e demografica. La crescita si invertì in decrescita con la chiusura delle attività estrattive negli anni novanta.

## Società

### Evoluzione demografica
Secondo il censimento del 2010, c'erano 8 780 persone.

### Etnie e minoranze straniere
Secondo il censimento del 2010, la composizione etnica della città era formata dal 77,52% di bianchi, l'1,86% di afroamericani, lo 0,44% di nativi americani, l'1% di asiatici, lo 0,06% di oceaniani, il 17,2% di altre razze, e l'1,92% di due o più etnie. Ispanici o latinos di qualunque etnia erano l'83,17% della popolazione.